# Filip Karlík
Filip Karlík (27. října 1997 – 6. září 2023 Praha) byl český hudebník, producent a DJ. Byl stálým členem české rockové kapely Jamaron, hip-hopového uskupení Shizzle Orchestra, a jedním ze zakladatelů pražského hudebního studia A2Z Studio. 

## Mládí a osobní život
Pocházel z rodiny se silným vztahem k hudbě. Jeho otec hrál na baskytaru, matka vyučovala zpěv a starší bratr se věnoval hře na elektrickou kytaru. Ve školních letech si tak postupně osvojil hru na housle, klavír, kytaru a baskytaru. S koncem studia základní školy v roce 2013 se stal členem právě vzniklé kapely Jamaron.
Vystudoval střední hotelovou školu s maturitou a následně byl v oboru několik let zaměstnán. Krátce po složení maturitních zkoušek založil se společníkem nahrávací studio známé jako A2Z Studio.
Ve volném čase se kromě hudby věnoval kick-boxu a v roce 2018 získal třetí místo na mistrovství ČR Bohemia Open v kategorii do 69 kg.

## Jamaron
Jako baskytarista a producent působil v kapele Jamaron takřka od jejího založení v roce 2013 až do dne své smrti, krátce před oslavou 10. výročí kapely.
Byl odpovědný za vznik skladeb Kamikaze, Jizvy, 30 Vteřin Ticha, Vzducholoď, Malý Berlín, a dalších.

## A2Z Studio
V roce 2017 založil se svým společníkem a přítelem Asgardem A2Z Studio - nahrávací studio v pražských Hrdlořezích, které se později přestěhovalo na Vinohradskou ulici na Praze 10. Studio se od začátku věnovalo zejména hip-hopu, R'n'B a afrobeatu. Filip Karlík zde působil jako mistr zvuku a producent. Spolupracoval například s těmito umělci:
- Lords of the Underground
- Onyx
- Snowgoons
- Reekado Banks
- Jaywon
- Artifacts
- 1da Banton
- Kristin Kravets
- Sodoma Gomora
- Haades
- Astral One

## Úmrtí
Zemřel na následky tragické nehody dne 6. září 2023. Krátce před polednem nedal na přechodu přednost projíždějící tramvaji, jen několik metrů od svého studia v pražských Strašnicích. Následně bojoval několik hodin o život, až nakonec četným zraněním, krátce před půlnocí téhož dne, podlehl.